# Liuda Triabaitė
Liuda Triabaitė (ur. 7 lipca 1965) – litewska kolarka szosowa, srebrna medalistka mistrzostw świata.

## Kariera
Największy sukces w karierze Liuda Triabaitė osiągnęła w 1994 roku, kiedy wspólnie z Dianą Žiliūtė, Rasą Polikevičiūtė i Jolantą Polikevičiūtė zdobyła srebrny medal w drużynowej jeździe na czas podczas mistrzostw świata w Agrigento. Indywidualnie jej najlepszym osiągnięciem na imprezie tej rangi było osiemnaste miejsce w indywidualnej jeździe na czas na mistrzostwach świata w San Sebastián w 1997 roku. W tej samej konkurencji Triabaitė zdobyła brązowy medal mistrzostw Litwy w 1998 roku. Nigdy nie startowała na igrzyskach olimpijskich.